# 12 صفر
- السبت
- الأحد
- الاثنين
- الثلاثاء
- الأربعاء
- الخميس
- الجمعة

- 283 أغسطس 2024
- 294 أغسطس 2024
- 15 أغسطس 2024
- 26 أغسطس 2024
- 37 أغسطس 2024
- 48 أغسطس 2024
- 59 أغسطس 2024
- 610 أغسطس 2024
- 711 أغسطس 2024
- 812 أغسطس 2024
- 913 أغسطس 2024
- 1014 أغسطس 2024
- 1115 أغسطس 2024
- 1216 أغسطس 2024
- 1317 أغسطس 2024
- 1418 أغسطس 2024
- 1519 أغسطس 2024
- 1620 أغسطس 2024
- 1721 أغسطس 2024
- 1822 أغسطس 2024
- 1923 أغسطس 2024
- 2024 أغسطس 2024
- 2125 أغسطس 2024
- 2226 أغسطس 2024
- 2327 أغسطس 2024
- 2428 أغسطس 2024
- 2529 أغسطس 2024
- 2630 أغسطس 2024
- 2731 أغسطس 2024
- 281 سبتمبر 2024
- 292 سبتمبر 2024
- 303 سبتمبر 2024
- 14 سبتمبر 2024
- 25 سبتمبر 2024
- 36 سبتمبر 2024

12 صَفَر أو 12 صَفَر الخير أو 12 صَفَر المُظفَّر أو يوم 12 \ 2 (اليوم الثاني عشر من الشهر الثاني) هو اليوم الثاني والأربعين من أيَّام السنة وفق التقويم الهجري القمري (العربي). يبقى بعده 312 أو 313 يومًا لانتهاء السنة.

## أحداث
- 302هـ - دخول القائد ذكا الأعور مصر على رأس جيش بعثه الخليفة العباسي ليرد خطر الفاطميين عن مصر حيث تطلعوا للسيطرة عليها بعد المغرب.
- 520هـ - إعلان ألفونسو السابع ملكًا على منطقة قشتالة وليون.
- 1107هـ - الجيش العثماني يخوض معركة شرسة في صحراء ليوجز ضد الجيش الألماني، وخسر الألمان في هذه المعركة آلاف القتلى، و5 آلاف أسير، مقابل 700 جندي عثماني فقط.
- 1295هـ - السلطان العثماني عبد الحميد الثاني يحل مجلس المبعوثان بعد أقل من عام على إنشاءه، ولم تعود الحياة البرلمانية إلا بعد ثلاثون عامًا بعد الانقلاب على السلطان المذكور.
- 1314هـ - صدور العدد الأول من «صحيفة الشام» في دمشق، وقد ظلت الصحيفة تصدر طيلة اثنا عشر سنة عندما توقفت عن الصدور.
- 1353هـ - شركة نفط العراق تنهي أعمالها الإنشائية في خط أنابيب كركوك- حيفا، لتصدير النفط العراقي عبر موانئ البحر المتوسط.
- 1361هـ - القوات اليابانية تنزل في جزيرة إندونيسيا خلال الحرب العالمية الثانية.
- 1368هـ - الأمم المتحدة تصدر قرارها بوقف القتال بين الهند وباكستان الهادف للسيطرة على كشمير، وتدعوا إلى إجراء استفتاء تحت إشراف الأمم المتحدة لتقرير مسألة انضمام هذا الإقليم إلى الهند أو باكستان.
- 1398هـ - تأسيس البنك السعودي البريطاني المعروف باسم «ساب»، إلا أن نشاطه الفعلي بدأ في 26 رجب من نفس العام.
- 1415هـ - وزير خارجية إسرائيل شمعون بيريز يقوم بزيارة إلى الأردن، وهي أرفع زيارة يقوم بها مسؤول إسرائيلي إلى الأردن.
- 1425هـ - قوات الجيش الإسرائيلي تقتحم باحة المسجد الأقصى فور انتهاء صلاة الجمعة، وتطلق قنابل الصوت والغاز المسيل للدموع باتجاه المصلين أثناء صلاتهم؛ وهو ما أدى إلى إصابة 60 فلسطينيًا.
- 1432هـ -
  - الإعلان عن تشكيل الحكومة التونسية الجديدة والتي يرأسها محمد الغنوشي ويشارك بها زعماء من المعارضة وذلك بعد أيام من الإطاحة بالرئيس زين العابدين بن علي.
  - المدعي العام المحكمة الدولية الخاصة بلبنان دانيال بلمار يسلم قاضي الاجراءات التمهيدية في المحكمة القرار الاتهامي بشأن اغتيال رئيس الوزراء السابق رفيق الحريري.
- 1436هـ - مجلس النواب التونسي ينتخب محمد الناصر رئيسًا للمجلس، وعبد الفتاح مورو نائبًا أول لرئيس المجلس.
- 1437هـ -
  - تُركيا تُسقط طائرة سوخوي 24 روسيَّة من الطائرات المُشاركة في الحرب في سوريا، بدعوى خرقها للأجواء التُركيَّة.
  - 5 قتلى و14 جريح بينهم مستشارين بهجوم إنتحاري على فندق للقضاة بمدينة العريش بسيناء تبناه تنظيم الدولة الإسلامية.
  - هجوم إرهابي استهدف قوات الأمن الرئاسي التونسية خلف أكثر من 12 قتيلًا في قلب تونس العاصمة.

## مواليد
- 1301هـ - محمد حسن المظفر، رجل دين وأديب شيعي عراقي.
- 1336هـ - أحمد الشرباصي، رجل دين مصري وأمين الفتوى بالأزهر.
- 1342هـ - محمد حسنين هيكل، صحفي مصري.
- 1365هـ - هيفاء واصف، ممثلة سورية.
- 1376هـ - محمد بن عبد الوهاب الوصابي، من علماء الدعوة السلفية في اليمن.
- 1390هـ - سعد الدين الحريري، رئيس وزراء لبنان.
- 1399هـ - سيتي نورهاليزا، ممثلة ومغنية ماليزية.
- 1400هـ - عمرو مصطفى، مغني وملحن مصري.
- 1402هـ - أميرة محمد، ممثلة بحرينية.

## وفيات
- 614هـ - أبو الحسين عبد الرحمن النيسابوري، مُحدّث في بغداد ونيسابور.
- 742هـ - الحافظ المِزِّي، عالم دين ومؤلف ومُحدّث من أهل الشام.
- 1012هـ - محمد بن نجم الدين الصالحي، شاعر وناثر شامي.
- 1390هـ - محمد الفاضل بن عاشور، عالم دين تونسي.
- 1409هـ - عزيز سوريال عطية، باحث ومؤرخ مصري ورئيس مركز دراسات الشرق الأوسط بجامعة يوتا.
- 1415 هـ - محمد تقي الخوئي، فقيه مسلم عراقي.
- 1434هـ - تركي بن سلطان بن عبد العزيز آل سعود، نائب لوزير الثقافة والإعلام للشؤون الإعلامية والمشرف العام على القناة الرياضية السعودية.
- 1438هـ -
  - تركي الثاني بن عبد العزيز آل سعود، نائب وزير الدفاع والطيران السعودي سابقاً.
  - محمود عبد العزيز، ممثل مصري.
- 1442 هـ -
  - عبد الرحمن عبد الخالق، عالم مسلم مصري كويتي.
  - صباح الأحمد الجابر الصباح، أمير دولة الكويت الخامس عشر، والخامس بعد الاستقلال من المملكة المتحدة.

## وصلات خارجية
- موقع قصة الإسلام: حدث في شهر صفر.